# او فرارلبرگ
او فرارلبرگ (به آلمانی: Au) یک شهر در اتریش است که در ناحیه برگنتس واقع شده‌است. او فرارلبرگ ۴۴٫۹۱ کیلومتر مربع مساحت دارد ۸۰۰ متر بالاتر از سطح دریا واقع شده‌است.